# سكتة دماغية صمية غير محددة المصدر
السكتة الدماغية الصمية غير محددة المصدر (ESUS) هي نوع من السكتة الدماغية الإقفارية التي لا يُعرف مصدرها، وتُعرَّف على أنها احتشاء دماغي غير جوبي تحدث بدون وجود أي تضيق شرياني قريب أو مصدر صُمي قلبي. يشكل المرض بذلك مجموعة فرعية من السكتة الدماغية مجهولة السبب، والتي هي جزء من تصنيف (TOAST). تحدد المعايير التالية تشخيص السكتة الدماغية الصمية غير محددة المصدر:
- السكتة المُشخصة بواسطة التصوير المقطعي المحوسب أو التصوير بالرنين المغناطيسي ليست سكتة جوبية.
- لا يوجد عند المريض مصدر خطر كبير للانصمام القلبي.
- عدم وجود تصلب شرايين خارج القحف أو داخل القحف مما كان سيؤدي إلى تضيق لمعي بنسبة 50% في الشرايين التي تغذي منطقة نقص التروية.

- لم يُعرف سبب محدد آخر للسكتة الدماغية (مثل التهاب الشرايين، أو التسلخ، أو الصداع النصفي، أو تشنج الأوعية الدموية، أو إساءة استخدام الأدوية).

## الأسباب
يُقترح وجود عوامل تؤدي إلى الإصابة بالسكتة الدماغية الصمية غير محددة المصدر:
- الرجفان الأذيني غير العرضي: يمكن اكتشافه عند حوالي 2.7-30% من مرضى السكتة الدماغية الصمية غير محددة المصدر اعتمادًا على مدة وطريقة مراقبة تخطيط القلب الكهربائي.
- استدامة الثقب البيضاوي القلبي (PFO): (وهو أحد عيوب الحاجز الأذيني) قد يؤدي الخثار الوريدي العميق إلى صمة عجائبية عند مرضى استدامة الثقب البيضاوي القلبي. حوالي 40% من مرضى السكتة الدماغية مجهولة السبب لديهم استدامة ثقب بيضاوي قلبي مقارنة بـ 25% من عامة السكان. ومع ذلك، لا يمكن في كثير من الأحيان تحديد مصدر الانصمام الفعلي.
- تصلب الشرايين الدموية غير التضيقية: اكتُشف وجود لويحات معقدة مع علامات تدل على نزيف داخل هذه اللويحات في الشريان السباتي في نفس جهة السكتة عند 1 من كل 4 مرضى يعانون من السكتة الدماغية مجهولة السبب. يُعتقد أن تصلب الشرايين في قوس الأبهر قد يشكل سببًا للسكتة الدماغية الصمية غير محددة المصدر،[4][5] خاصة في حال وجود لويحات يزيد قطرها عن 4 ملم.[6]
- اعتلالات قلبية أخرى: يزداد خطر الإصابة بالسكتة الدماغية بسبب تسرع القلب فوق البطيني. ينطبق هذا أيضًا على المرضى الذين يعانون من ارتفاع مستويات البروتين الدماغي NT-proBNP والمرضى الذين يعانون من ضخامة في الأذين تُكشف عبر الموجات فوق الصوتية للقلب.
- أسباب أخرى: تسلخ الشرايين، واعتلال الأوعية الدموية المرتبط بالعدوى (خاصة فيروس الحماق النطاقي)، ووجود أهبة للتخثر، والخثار المرتبط بالسرطان، والصداع النصفي، ومرض فابري وغيرها من الأسباب الجينية، والمناعة الذاتية والروماتيزمية.

## التشخيص
تُشخص السكتة الدماغية الصمية غير محددة المصدر بالاستبعاد، إذ يعتمد التشخيص على الفحوصات الإشعاعية والقلبية. من أجل استبعاد السكتات الدماغية النزفية أو الجوبية، يجب إجراء تصوير مقطعي محوسب أو التصوير بالرنين المغناطيسي. يمكن عبر هذين الإجراءين معرفة النمط الصمي للآفات الإقفارية. يُطلب إجراء تخطيط قلب كهربائي ومراقبته لمدة 24 ساعة على الأقل مع الكشف التلقائي عن ضربات القلب لاستبعاد الرجفان الأذيني، يستخدم الإيكو القلب (TTE و / أو TEE) للكشف عن مصادر الانصمام القلبي الأخرى ذات الخطورة الكبيرة (مثل الجلطة القلبية، أو الجزء المقذوف <30%). يمكن تصوير الشرايين خارج القحف وداخل القحف التي تغذي منطقة نقص تروية الدماغ عبر استخدام طرق الفحص مثل القسطرة أو تصوير الأوعية بالرنين المغناطيسي أو التصوير المقطعي المحوسب أو تصوير دوبلر بالموجات فوق الصوتية عبر الجمجمة. يسمح ذلك باستبعاد تضيق الأوعية الكبيرة (≥ 50%).

### السكتة الدماغية مجهولة السبب والسكتة الدماغية الصمية غير محددة المصدر
السكتة الدماغية مجهولة السبب هي أيضًا سكتة إقفارية لها أكثر من سبب محتمل أو سكتات دماغية مع تشخيص غير كامل. السكتة الدماغية الصمية غير محددة المصدر ذات تعريف أوضح، ومتطلبات أقل لتشخيصها. السكتة الدماغية الصمية غير محددة المصدر هي سكتة دماغية صمية لا يمكن تحديد سبب محتمل لها بعد تقييم تشخيصي قياسي.

## العلاج
لا يوجد إرشادات علاجية محددة للسكتة الدماغية الصمية غير محددة السبب؛ نتيجة لنقص البيانات. توصي الدلائل الإرشادية الحالية بالأدوية المضادة للصفيحات للمرضى الذين يعانون من السكتة الدماغية غير الانصمامية القلبية. ومع ذلك، يُعتقد على نطاق واسع أن هناك تداخلًا جوهريًا بين السكتة الدماغية الصمية غير محددة المصدر والسكتة الدماغية من مصدر صمي قلبي؛ لذلك قد يكون هناك سبب منطقي لوصف مضادات تخثر لهؤلاء المرضى. يختبر العلماء هذه الطريقة حاليًا في التجارب السريرية.